# Eugeniusz Kukolski
Eugeniusz Kokolski ps. „Groźny” (ur. 1920 we Lwowie, zm. 15 marca 1946 we wsi Czyste) – oficer konspiracji antykomunistycznej, dowódca zgrupowania partyzanckiego działającego na terenie powiatu łódzkiego, łęczyckiego, łowickiego, brzezińskiego, tureckiego, kaliskiego, konińskiego, i kolskiego w ramach organizacji „Niepodległość” (używana nazwa: Dowództwo AK Por. Groźnego).

## Życiorys

### Dzieciństwo i młodość
Z tego okresu posiadamy fragmentaryczne dane. Ukończył siedem klas szkoły podstawowej. Z zawodu był ślusarzem. Po wybuchu II wojny światowej jego rodzina została wymordowana przez Sowietów. On sam miał walczyć w partyzanckich oddziałach sowieckich (dowódca grupy skoczków spadochronowych). Do Polski został repatriowany w marcu 1945 r. Po powołaniu do „ludowego” WP został zatrudniony w łódzkim WSO, gdzie służył jako dowódca warty w stopniu sierżanta.

### Konspiracja antysowiecka
Wiosną 1945 r. wspólnie ze Stanisławem Budą ps. „Orzeł” (pracował w WSO jako pomoc techniczna w dziale druków specjalnych), założył tajną organizację antykomunistyczną o nazwie „Niepodległość”. Nielegalna grupa, skupiająca w większości byłych żołnierzy AK, w sierpniu 1945 r. przekształciła się  w zbrojny oddział. Początkowo, do listopada 1945, działał on w powiatach: łódzkim, łęczyckim, łowickim i brzezińskim. Stan liczebny szacuje się na liczbę 30–60 żołnierzy. Kokolski (występujący wówczas w stopniu porucznika, a następnie kapitana) stojąc na czele oddziału manifestował przywiązanie do tradycji AK (rozwiązanej 19 stycznia 1945), formalnie jednak był samodzielnym dowódcą. Oddział był umundurowany i zdyscyplinowany, a jego żołnierze otrzymywali żołd.
Działalność „Groźnego” koncentrowała się na akcjach zaopatrzeniowych w majątkach państwowych, rozbrajaniu posterunków MO, nękaniu funkcjonariuszy UB i działaczy PPR oraz działalności propagandowej o charakterze antykomunistycznym. Łącznie przez oddział „Groźnego” przewinęło się ok. 200 partyzantów. We wrześniu 1945 r. do oddziału „Groźnego” dołączyła „Grupa Egzekucyjna AK «Błyskawica»” na czele z Józefem Kubiakiem ps. „Paweł”.
21 października 1945 grupa „Groźnego” –  chcąc dokonać rekwizycji w majątku Nakielnica (gmina Brużyca) – natknęła się na wysokich rangą oficerów WP i Armii Czerwonej. W wyniku strzelaniny z partyzantami zginął wówczas płk Jan Wołosiewicz (szef służby sanitarnej Dowództwa Okręgu Wojskowego nr VI) wraz ze swoją żoną.
Działania operacyjne i likwidacyjne łódzkiego UBP, wspieranego przez MO, WP i KBW, wyparły oddział na tereny wschodniej Wielkopolski. W samym tylko powiecie tureckim w listopadzie 1945 r. żołnierze „Groźnego” przeprowadzili co najmniej 32 akcje zbrojne. Powiatowy Urząd Ziemski w Turku donosił m.in. w styczniu 1946, że „wykonanie czynności służbowych staje się kompletną niemożnością. Wszystkie gminy na terenie powiatu były już kilkakrotnie napadane, przy czym w urzędach gminnych i u zatrzymanych podczas czynności służbowych urzędników niszczy się akta”.
Zgrupowanie „Groźnego” wielokrotnie toczyło walki z grupami operacyjnymi UB, MO, WP i KBW. Jedną z bardziej spektakularnych akcji było zajęcie miasta Dobra w pow. tureckim, gdzie w nocy z 11 na 12 listopada 1945 rozbrojono posterunek MO, zdemolowano mieszkanie referenta gminnego PUBP i przeprowadzono rekwizycję w młynie oraz zarządzie gminy. Kokolski na zwołanym wiecu w centrum miasta wygłosił do zebranych mieszkańców (ok. 300 osób) przemówienie na temat bliskiego upadku rządów komunistów.
W styczniu 1946 do oddziału „Groźnego” został wprowadzony agent UB o ps. „Będzichowski”. Był nim Józef Czupryński ps. „Cygan” – członek oddziału „Groźnego”, który z własnej woli nawiązał współpracę z PUBP w Turku. Dzięki przekazywanym przez niego informacjom, 15 marca 1946, koło wsi Czyste (gm. Dobra) „Groźny” wraz z kilkoma żołnierzami został otoczony przez grupę operacyjną UB i NKWD. Kokolski, nie chcąc trafić w ręce komunistów, popełnił samobójstwo strzelając sobie w głowę z pistoletu. Do dziś nie wiadomo, gdzie został pochowany.

## Kontrowersje
14 grudnia 1945 ponad czterdziestu partyzantów na czele z „Groźnym” zajęło Wartę – miasto położone w pow. sieradzkim. Partyzanci oprócz rekwizycji na poczcie i w magazynach Państwowego Monopolu Spirytusowego oraz rozbicia posterunku MO i zdemolowania urzędu miasta, z niewyjaśnionych powodów przeprowadzili także na rynku egzekucję dwóch zamieszkujących w Warcie mężczyzn pochodzenia żydowskiego.
Samo nazwisko „Groźnego” budzi wątpliwości. Przez lata uważano, że nazywał się Kukolski. Należy jednak uznać, że prawidłowe nazwisko brzmi Kokolski, bowiem on sam, jako pracownik sądu, podpisywał się tak własnoręcznie na zachowanych do dziś dokumentach.

## Upamiętnienie
Postanowieniem prezydenta RP Andrzeja Dudy  z 4 sierpnia 2016 r. Eugeniusz Kokolski został pośmiertnie odznaczony Krzyżem Komandorskim Orderu Odrodzenia Polski.